# Patrick Desbois
Patrick Desbois (* 26. Juni 1955 in Chalon-sur-Saône, Frankreich) ist katholischer Priester und Beauftragter der französischen Bischofskonferenz für die Beziehungen zum Judentum sowie Konsultant des Vatikans. Seit 2004 ist er Vorsitzender der Organisation Yahad – In Unum. Mitbegründer dieser Organisation waren die französischen Kardinäle Jean-Marie Lustiger, Philippe Barbarin und Jean-Pierre Ricard sowie Rabbi Israel Singer und Serge Cwajgenbaum vom Jüdischen Weltkongress.

## Seine Arbeit mit Yahad – In Unum

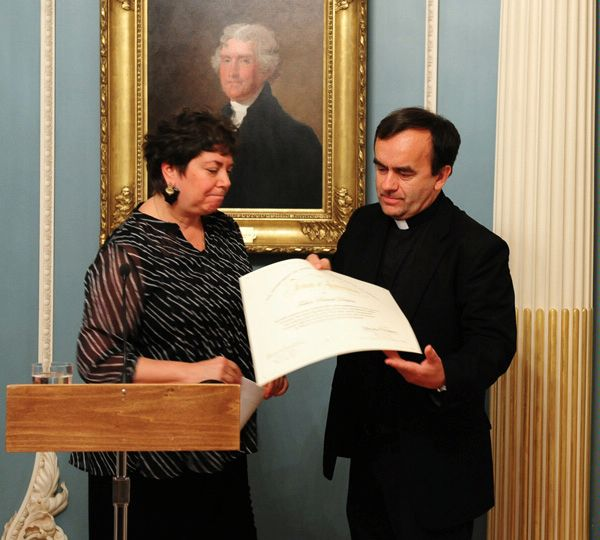
Patrick Desbois. Mai 2011.

Die Aufgabe von Yahad – In Unum ist es, den Massenmord zwischen 1941 und 1944 an den Juden auf dem Gebiet der heutigen Ukraine, Weißrussland, Russland, Rumänien, Polen, Moldawien und Litauen besser zu dokumentieren. Die letzten noch lebenden Zeitzeugen werden zu den einzelnen Massenerschießungen befragt und die Massengräber lokalisiert, von denen es nach Desbois’ eigener Einschätzung 1200 alleine in der Ukraine geben soll. Die exakte Position dieser Massengräber ist fast ausnahmslos der heutigen Holocaustforschung unbekannt. Bis 2007 führte er über 700 Interviews, die aufgezeichnet wurden, und lokalisierte 600 Orte von Gräbern, die zum Großteil noch nicht dokumentiert waren. Bis 2009 waren es über 1000 solcher Massengräber und über 3500 Zeitzeugen. Desbois sagt dazu:

„Unter der Erde ist jeder an seinem Platz, den die Hierarchie des Dritten Reiches für ihn vorsah...(Während Deutsche, auch SS-Männer)... auf prachtvolle Friedhöfe umgebettet wurden, gibt es lediglich kleine Gräber für die Franzosen, weiße Steine unter Brombeergestrüpp für die anonymen sowjetischen Soldaten und absolut nichts für die Juden.“

Das deutsche Auswärtige Amt stellte 2009 der Forschungsarbeit von Yahad In Unum 500.000 Euro zur Verfügung.
In den Jahren vor 2022 hielt sich Desbois unter anderem zur Untersuchung der Verbrechen an Indigenen in Guatemala sowie für dem Massaker an den Jesiden im Irak und in Syrien auf, wo er Beweise sammelte. Mit Beginn des russischen Überfalls auf die Ukraine zog Desbois wieder in die Ukraine und startete dort in Kooperation mit dem Babyn Yar Holocaust Memorial Center das Projekt Gathering Evidence (Beweiserhebung).

## Auszeichnungen
- Jan Karski Award vom American Jewish Committee (2007)
- Person des Jahres vom United States Holocaust Memorial Museum (2008)
- Ritter der Ehrenlegion (2008)
- Preis der Freundschaft zwischen Juden und Christen in Frankreich (Prix de l’Amitié judéo-chrétienne en France)  (2008)
- Verleihung der Ehrendoktorwürde der Bar-Ilan-Universität in Ramat Gan und der Hebräischen Universität Jerusalem, beide Israel (2009)
- Verleihung des Primo-Levi-Preises, Rom (2010)
- Verleihung der Ehrendoktorwürde der Yeshiva University in New York (2011)
- Verleihung der Ehrendoktorwürde der New York University in New York (2012)
- Verleihung der Ehrendoktorwürde der University of Winnipeg in Kanada (2013)
- Preis des Conseil Représentatif des Institutions juives de France, Frankreich (2014)
- Verleihung der Ehrendoktorwürde der Jewish Theological Seminary in New York (2015)
- Verleihung des Bundesverdienstkreuzes 1. Klasse (2023)

## Schriften
- mit Edouard Husson: Neue Ergebnisse zur Geschichte des Holocaust in der Ukraine. Das "Oral History"-Projekt von Yahad-In Unum und seine wissenschaftliche Bewertung. In: Johannes Hürter (Hrsg.): Besatzung, Kollaboration, Holocaust. Neue Studien zur Verfolgung und Ermordung der europäischen Juden (= Schriftenreihe der Vierteljahrshefte für Zeitgeschichte. Bd. 97). Oldenbourg, München 2008, ISBN 3-486-58728-5, S. 177–187.
- Der vergessene Holocaust. Die Ermordung der ukrainischen Juden. Eine Spurensuche. Berlin Verlag, Berlin 2009, ISBN 3-827-00826-3.

## Presse
- Süddeutsche Zeitung Nr. 43 vom 21. Februar 2009, S. 15: Die Erde hat sich noch tagelang bewegt
- jungle world Nr. 15 vom 9. April 2009, Beilage "Dschungel", S. 10: Im Wald auf den Juden. Ein französischer Priester macht sich auf die Suche nach den Spuren des Massenmords an den Juden in der Ukraine
- Der Spiegel Nr. 37 vom 7. September 2009, S. 45: Felder der Erinnerung
- kulturzeit 9. Dezember 2009: Überall liegen Knochen. Der vergessene Holocaust in der Ukraine.